# 圣仁慈若望堂
圣仁慈若望堂（San Giovanni Elemosinario）是一座教堂，位于意大利威尼斯圣保罗区，里亚托市场附近的人口密集区域，供奉仁慈若望。

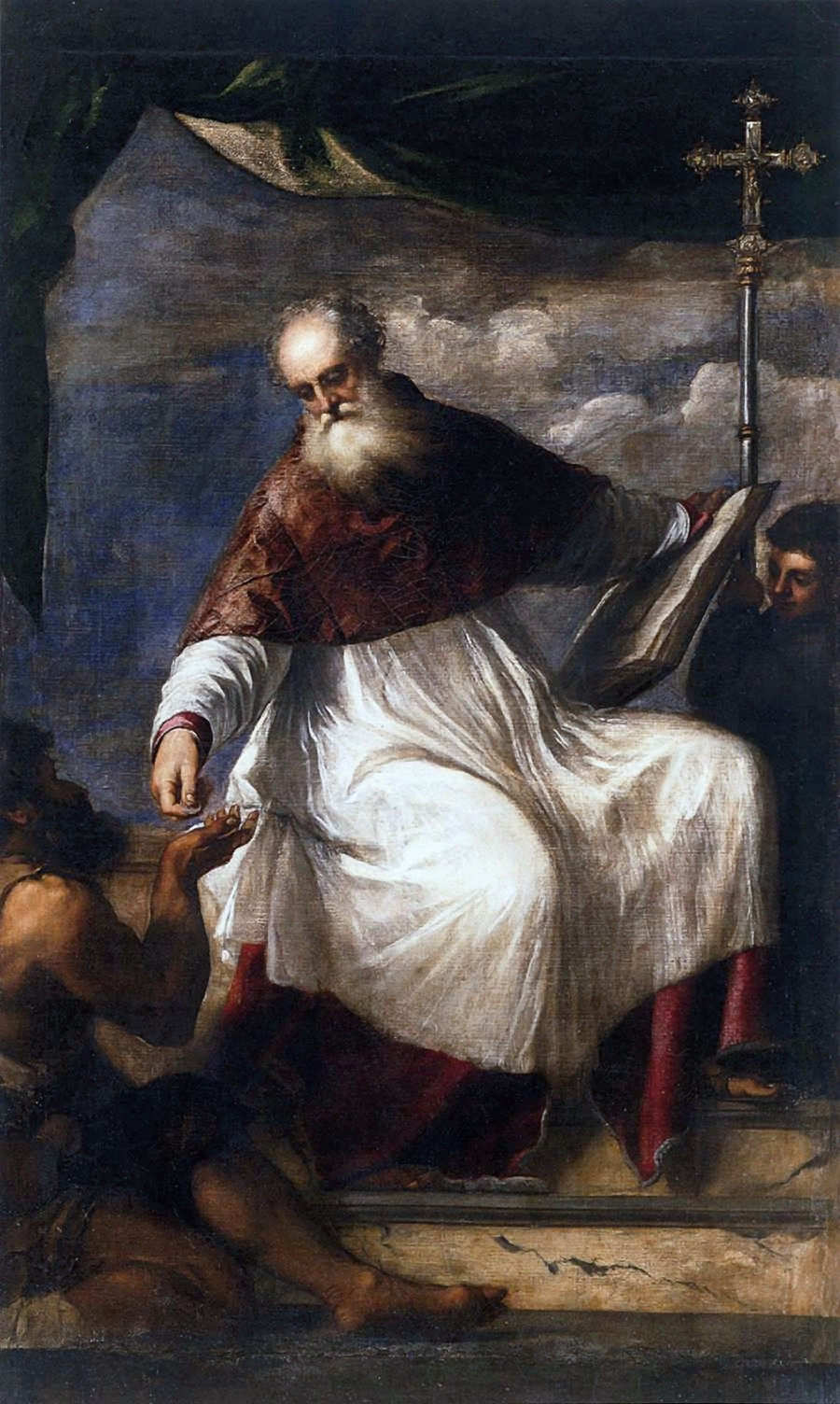
仁慈若望，提香

这座教堂创建于1071年，于1514年彻底毁于里亚托大火。由安东尼奥·阿班迪重建。画家Antonio Vassilacchi 于16世纪在这里工作。
正祭台的祭台画描绘仁慈若望 (1545-1550，提香)；右侧小堂有波代诺内所绘的圣加大肋纳、圣巴斯弟盎和洛克（Roch）（1533年）。